# Södra Hertsölandet
Södra Hertsölandet är en småort på Hertsölandet i Luleå kommun. SCB avgränsade och namnsatte är år 2000 en småort benämnd Björknäs och Sjögårda som omfattade bebyggelse i de två fritidshusområdena Björknäs och Sjögårda belägna på Hertsölandet i Nederluleå socken. Vid avgränsningen 2020 hade antalet bofasta växt och bebyggelsen klassades då av SCB som en tätort med namnet Södra Hertsölandet (preliminärt namn hade varit Lövskär). Vid avgränsningen 2023 var den åter klassad som småort.

## Befolkningsutveckling
| Befolkningsutvecklingen i Björknäs och Sjögårda/Södra Hertsölandet 2000–2020 | Befolkningsutvecklingen i Björknäs och Sjögårda/Södra Hertsölandet 2000–2020 | Befolkningsutvecklingen i Björknäs och Sjögårda/Södra Hertsölandet 2000–2020 | Befolkningsutvecklingen i Björknäs och Sjögårda/Södra Hertsölandet 2000–2020 | Befolkningsutvecklingen i Björknäs och Sjögårda/Södra Hertsölandet 2000–2020 |
| ---------------------------------------------------------------------------- | ---------------------------------------------------------------------------- | ---------------------------------------------------------------------------- | ---------------------------------------------------------------------------- | ---------------------------------------------------------------------------- |
|                                                                              |                                                                              |                                                                              |                                                                              |                                                                              |
| År                                                                           |                                                                              |                                                                              | Folkmängd                                                                    | Areal (ha)                                                                   |
| 2000                                                                         | 2000                                                                         |                                                                              | 50                                                                           | 12#                                                                          |
| 2005                                                                         | 2005                                                                         |                                                                              | 75                                                                           | 21#                                                                          |
| 2010                                                                         | 2010                                                                         |                                                                              | 77                                                                           | 22#                                                                          |
| 2015                                                                         | 2015                                                                         |                                                                              | 162                                                                          | 95#                                                                          |
| 2020                                                                         | 2020                                                                         |                                                                              | 202                                                                          | 96                                                                           |
| Anm.: # Som småort.                                                          |                                                                              |                                                                              |                                                                              |                                                                              |